# 1957年ペスカーラグランプリ
1957年ペスカーラグランプリ (1957 Pescara Grand Prix) は、1957年のF1世界選手権第7戦として、1957年8月18日にペスカーラ・サーキットで開催された。

## レース概要
F1世界選手権では初開催となったペスカーラ・サーキットは1周の距離が25.8kmでニュルブルクリンク北コース(22.81km)よりも長く、F1史上最長コースである。次戦のイタリアGPと連戦で行われ、F1では初めて同一国内で年間2戦が開催されることになった。フェラーリは5月に行われたミッレミリアの大惨事以後、公道コースでのレース参加を見合わせていたが、ルイジ・ムッソの熱心な説得に折れて1台のみ参加した。
前戦ドイツGPでロードホールディングに苦しんだヴァンウォールはマシンの改良作業が功を奏し、スターリング・モスが2位のファン・マヌエル・ファンジオに3分以上の差を付けて優勝した。40年後、リチャード・ウィリアムズの著書"The Last Road Race"の中でモスは当レースについて「素晴らしいと思ったよ。暴走する若者の気分さ。実に楽しかった。これがレースというものだよ」と語っている。
ペスカーラでのF1世界選手権開催はこの年のみで、安全上の問題から1961年を最後に使用されなくなった。

## エントリーリスト
| No.     | ドライバー                       | エントラント                             | コンストラクター | シャシー | エンジン                   | タイヤ |
| ------- | -------------------------------- | ---------------------------------------- | ---------------- | -------- | -------------------------- | ------ |
| 2       | ファン・マヌエル・ファンジオ     | オフィシーネ・アルフィエリ・マセラティ   | マセラティ       | 250F     | マセラティ 250F1 2.5L L6   | P      |
| 4       | ジャン・ベーラ                   | オフィシーネ・アルフィエリ・マセラティ   | マセラティ       | 250F     | マセラティ 250F1 2.5L L6   | P      |
| 6       | ハリー・シェル                   | オフィシーネ・アルフィエリ・マセラティ   | マセラティ       | 250F     | マセラティ 250F1 2.5L L6   | P      |
| 8       | ジョルジオ・スカルラッティ       | オフィシーネ・アルフィエリ・マセラティ   | マセラティ       | 250F     | マセラティ 250F1 2.5L L6   | P      |
| 10      | パコ・ゴディア                   | オフィシーネ・アルフィエリ・マセラティ   | マセラティ       | 250F     | マセラティ 250F1 2.5L L6   | P      |
| 12      | ルイジ・ピオッティ               | ルイジ・ピオッティ                       | マセラティ       | 250F     | マセラティ 250F1 2.5L L6   | P      |
| 14      | マステン・グレゴリー             | スクーデリア・セントロ・スッド           | マセラティ       | 250F     | マセラティ 250F1 2.5L L6   | P      |
| 16      | ヨアキム・ボニエ                 | スクーデリア・セントロ・スッド           | マセラティ       | 250F     | マセラティ 250F1 2.5L L6   | P      |
| 18      | ホレース・グールド               | H.H. グールド                            | マセラティ       | 250F     | マセラティ 250F1 2.5L L6   | D      |
| 20      | ブルース・ハルフォード           | ブルース・ハルフォード                   | マセラティ       | 250F     | マセラティ 250F1 2.5L L6   | D      |
| 22      | ロイ・サルヴァドーリ             | クーパー・カー・カンパニー               | クーパー         | T43      | クライマックス FPF 2.0L L4 | D      |
| 24      | ジャック・ブラバム               | クーパー・カー・カンパニー               | クーパー         | T43      | クライマックス FPF 2.0L L4 | D      |
| 26      | スターリング・モス               | ヴァンダーヴェル・プロダクツ・リミテッド | ヴァンウォール   | VW5      | ヴァンウォール 254 2.5L L4 | P      |
| 28      | トニー・ブルックス               | ヴァンダーヴェル・プロダクツ・リミテッド | ヴァンウォール   | VW5      | ヴァンウォール 254 2.5L L4 | P      |
| 30      | スチュアート・ルイス＝エヴァンズ | ヴァンダーヴェル・プロダクツ・リミテッド | ヴァンウォール   | VW5      | ヴァンウォール 254 2.5L L4 | P      |
| 34      | ルイジ・ムッソ                   | スクーデリア・フェラーリ                 | フェラーリ       | 801      | フェラーリ DS50 2.5L V8    | E      |
| ソース: |                                  |                                          |                  |          |                            |        |

## 結果

### 予選
| 順位    | No. | ドライバー                       | コンストラクター        | タイム  | 差       |
| ------- | --- | -------------------------------- | ----------------------- | ------- | -------- |
| 1       | 2   | ファン・マヌエル・ファンジオ     | マセラティ              | 09:44.6 | —        |
| 2       | 26  | スターリング・モス               | ヴァンウォール          | 09:54.7 | + 10.1   |
| 3       | 34  | ルイジ・ムッソ                   | フェラーリ              | 10:00.0 | + 15.4   |
| 4       | 4   | ジャン・ベーラ                   | マセラティ              | 10:03.1 | + 18.5   |
| 5       | 6   | ハリー・シェル                   | マセラティ              | 10:04.6 | + 20.0   |
| 6       | 28  | トニー・ブルックス               | ヴァンウォール          | 10:08.8 | + 24.2   |
| 7       | 14  | マステン・グレゴリー             | マセラティ              | 10:26.1 | + 41.5   |
| 8       | 30  | スチュアート・ルイス＝エヴァンズ | ヴァンウォール          | 10:29.6 | + 45.0   |
| 9       | 16  | ヨアキム・ボニエ                 | マセラティ              | 10:36.2 | + 51.6   |
| 10      | 8   | ジョルジオ・スカルラッティ       | マセラティ              | 10:36.6 | + 52.0   |
| 11      | 18  | ホレース・グールド               | マセラティ              | 10:49.6 | + 1:05.0 |
| 12      | 10  | パコ・ゴディア                   | マセラティ              | 11:09.8 | + 1:25.2 |
| 13      | 12  | ルイジ・ピオッティ               | マセラティ              | 11:10.6 | + 1:26.0 |
| 14      | 20  | ブルース・ハルフォード           | マセラティ              | 11:16.3 | + 1:31.7 |
| 15      | 22  | ロイ・サルヴァドーリ             | クーパー-クライマックス | 11:24.2 | + 1:39.6 |
| 16      | 24  | ジャック・ブラバム               | クーパー-クライマックス | 11:35.2 | + 1:50.6 |
| ソース: |     |                                  |                         |         |          |

### 決勝
| 順位    | No. | ドライバー                       | コンストラクター        | 周回数 | タイム/リタイア原因 | グリッド | ポイント |
| ------- | --- | -------------------------------- | ----------------------- | ------ | ------------------- | -------- | -------- |
| 1       | 26  | スターリング・モス               | ヴァンウォール          | 18     | 2:59:22.7           | 2        | 9 1      |
| 2       | 2   | ファン・マヌエル・ファンジオ     | マセラティ              | 18     | +3:13.9             | 1        | 6        |
| 3       | 6   | ハリー・シェル                   | マセラティ              | 18     | +6:46.8             | 5        | 4        |
| 4       | 14  | マステン・グレゴリー             | マセラティ              | 18     | +8:16.5             | 7        | 3        |
| 5       | 30  | スチュアート・ルイス＝エヴァンズ | ヴァンウォール          | 17     | +1 Lap              | 8        | 2        |
| 6       | 8   | ジョルジオ・スカルラッティ       | マセラティ              | 17     | +1 Lap              | 10       |          |
| 7       | 24  | ジャック・ブラバム               | クーパー-クライマックス | 15     | +3 Laps             | 16       |          |
| Ret     | 34  | ルイジ・ムッソ                   | フェラーリ              | 9      | オイル漏れ          | 3        |          |
| Ret     | 10  | パコ・ゴディア                   | マセラティ              | 9      | エンジン            | 12       |          |
| Ret     | 20  | ブルース・ハルフォード           | マセラティ              | 9      | トランスミッション  | 14       |          |
| Ret     | 16  | ヨアキム・ボニエ                 | マセラティ              | 7      | オーバーヒート      | 9        |          |
| Ret     | 4   | ジャン・ベーラ                   | マセラティ              | 3      | オイル漏れ          | 4        |          |
| Ret     | 22  | ロイ・サルヴァドーリ             | クーパー-クライマックス | 3      | アクシデント        | 15       |          |
| Ret     | 28  | トニー・ブルックス               | ヴァンウォール          | 1      | エンジン            | 6        |          |
| Ret     | 18  | ホレース・グールド               | マセラティ              | 0      | アクシデント        | 11       |          |
| Ret     | 12  | ルイジ・ピオッティ               | マセラティ              | 0      | エンジン            | 13       |          |
| ソース: |     |                                  |                         |        |                     |          |          |

追記
- ^1 – ファステストラップの1点を含む

## 注記
- ポールポジションのファン・マヌエル・ファンジオが9分44秒6だったのに対し、予選最下位のジャック・ブラバムは11分35秒2と2分弱遅かった。多くのドライバーがペスカーラ・サーキットで走った経験がなく（2位のスターリング・モスでも10秒差で、5位以下は20秒以上の差があった）、ブラバムが乗ったクーパーは排気量が2.0Lしかないコヴェントリー・クライマックスエンジンを使用したためである（ペスカーラ・サーキットは「パワーサーキット」であった）。

## 第7戦終了時点のランキング
ドライバーズ・チャンピオンシップ
|   | 順位 | ドライバー                   | ポイント |
| - | ---- | ---------------------------- | -------- |
|   | 1    | ファン・マヌエル・ファンジオ | 40       |
| 4 | 2    | スターリング・モス           | 17       |
| 1 | 3    | ルイジ・ムッソ               | 16       |
| 1 | 4    | マイク・ホーソーン           | 13       |
| 1 | 5    | トニー・ブルックス           | 10       |

- 注:  トップ5のみ表示。ベスト5戦のみがカウントされる。